# Gåstjärnarna (Tåsjö socken, Ångermanland, 712420-151746)
Gåstjärnarna är en sjö i Strömsunds kommun i Ångermanland och ingår i Ångermanälvens huvudavrinningsområde.